# Trăng vàng trăng ngọc
Trăng vàng Trăng ngọc là bài thơ của Hàn Mặc Tử (1912-1940) xếp ở phần Hương Thơm trong tập thơ Đau Thương. Sáng tác vào khoảng năm 1938, được in cùng thời với những bài thơ nổi tiếng khác của ông như Đây thôn Vĩ Dạ, Mùa xuân chín,...